# Andersonia latiflora
Andersonia latiflora är en ljungväxtart som beskrevs av Ferdinand von Mueller. Andersonia latiflora ingår i släktet Andersonia och familjen ljungväxter. Inga underarter finns listade i Catalogue of Life.